# Belayneh Dinsamo

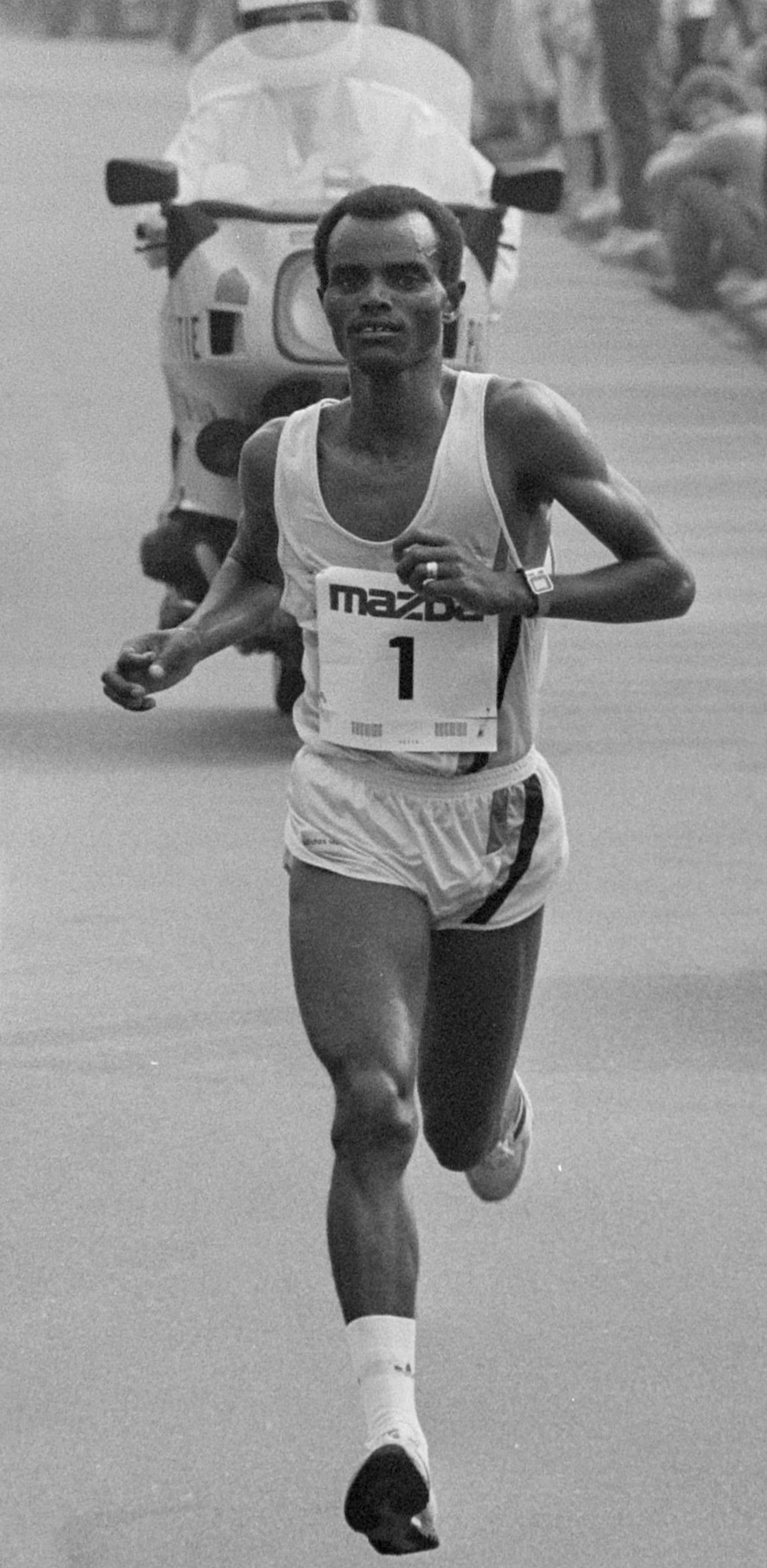
Belayneh Densamo

Belayneh Dinsamo (auch: Belayneh Densamo; * 28. Juni 1965 in Diramo Afarrara) ist ein äthiopischer Marathonläufer und ehemaliger Weltrekordhalter.
Er gewann viermal den Rotterdam-Marathon (1987 bis 1989 und 1996), wobei er 1988 mit 2:06:50 als erster Mensch unter 2:07 blieb und einen Weltrekord aufstellte, der erst zehn Jahre später von Ronaldo da Costa beim Berlin-Marathon gebrochen werden sollte.
Dinsamo lebt heute als Leichtathletiktrainer in den Vereinigten Staaten.